# Las Cruces, Abasolo
Las Cruces är en ort i Mexiko.   Den ligger i kommunen Abasolo och delstaten Guanajuato, i den centrala delen av landet, 280 km väster om huvudstaden Mexico City. Las Cruces ligger 1 693 meter över havet och antalet invånare är 531.
Terrängen runt Las Cruces är huvudsakligen platt, men västerut är den kuperad. Terrängen runt Las Cruces sluttar österut. Runt Las Cruces är det ganska tätbefolkat, med 116 invånare per kvadratkilometer. Närmaste större samhälle är Abasolo, 10,2 km söder om Las Cruces. Trakten runt Las Cruces består till största delen av jordbruksmark.